# Menemtrucho
Els menemtruchos van ser uns bitllets publicitaris sense valor monetari els primers dels quals van ser impresos a l'Argentina durant la presidència de Carlos Menem. El seu nom és la suma del cognom del mandatari més el mot "trucho", el qual, en l'argot riuplatenc, vol dir "fals, fraudulent.
La impressió del primer d'aquests menemtruchos, feta en paper moneda autèntic per la Casa de Moneda de la República Argentina (una societat de l'Estat) va ser un dels tants escàndols de l'administració menemista.
Armando Gostanián (el Gordo Gostanián, Gordo Boludo o Gordo Bolú, segons el malnomb amb el qual el va batejar Carlos Menem) responsable de la Casa de Moneda i qui va ordenar aquesta campanya, va ser investigat per malversació de cabals públics per la seva decisió, però finalment va ser sobreseït.
En eixir els primers menemtruchos, alguns argentins van aprofitar la seva excel·lent factura tècnica i van pagar algunes compres en Bolívia i Paraguai.